# روبرت أ. لوفيت
روبرت أبركرومبي لوفيت (بالإنجليزية: Robert Abercrombie Lovett) (و. 1895 – 1986 م) هو ضابط من الولايات المتحدة الأمريكية. ولد في هانتسفيل، تكساس.
وهو عضو في الحزب الجمهوري. لوفيت هو وزير الدفاع الأمريكي الرابع، ورُقي إلى هذا المنصب بعد أن كان نائب وزير الدفاع. عمل في مجلس وزراء هاري ترومان من 1951 إلى 1953 وأدار بهذه الصفة الحرب الكورية.
كان لوفيت عضوًا أساسيًّا في مجموعة شيوخ السياسة الخارجية المعروفة باسم «الحكماء.

## النشأة والعائلة
ولد لوفيت لو في 14 سبتمبر 1895 في هنتسفيل، تكساس لروبرت لوفيت، رئيس ورئيس مجلس إدارة شركة يونيون باسيفيك لسكك الحديد ومدير كل من مصرف مدينة نيويورك الوطني ووسترن يونين.
في 19 أبريل 1919، تزوج لوفيت من المبتدئة أديل كوارتلي براون، ابنة جيمس براون (1863–1935)، وهو من سلالة ألكساندر براون (1764-1834) وعائلة نيويورك براون المصرفية التي ستندمج مع شركة أخرى من وول ستريت، شركة هاريمان وأخوانه، مُشَكلًة بذلك، شركة براون برذرز هاريمان وأديل كوارتلي (1866 - 1954)، ابنة رسام المناظر البحرية الشهير، آرثر كوارتلي؛ وكان لدى الزوجان طفلين.

## التعليم
تخرج لوفيت من مدرسة هيل في بوتستاون بولاية بنسلفانيا في عام 1914. وكان عضوًا في جمعية الجمجمة والعظام بجامعة ييل، حيث تخرج في عام 1918. من 1919 إلى 1921، قام لوفيت بإجراء دراسات عليا في القانون، ثم إدارة الأعمال، في جامعة هارفارد.

## الحياة المهنية

### الخدمة العسكرية
كعضو في وحدة ييل الأولى، أصبح لوفيت حامل راية البحرية خلال الحرب العالمية الأولى. طيار شغوف، طار مع الخدمة الجوية البحرية البريطانية في مهام الدوريات والقتال، ثم قاد سربًا بحريًا أمريكيًا بحريًا، واصلًا إلى رتبة قائد ملازم. ظل مهتمًا بالملاحة الجوية، خاصة في مجال الطيران التجاري والعسكري الأوروبي.

### الصناعة
«انضم لوفيت إلى شركة والده المصرفية في عام 1921،»  بعد ذلك انتقل إلى الشركة البنكية لعائلة زوجته، براون براذرز هاريمان، حيث أصبح شريكًا في عام 1926.
ابتداءً من ثلاثينيات القرن العشرين، كان لوفيت مديرًا متقطعًا لفريبورت للكبريت لأكثر من 25 عامًا.

### السياسة
في ديسمبر من عام 1940، تم تعيين لوفيت كمساعد خاص للشؤون الجوية لوزير الحرب هنري ستيمسون. في الوقت نفسه، أصبح جون ماكل مساعد الأمين العام، وأصبح هارفي بوندي مساعدًا خاصًا لوزير الحرب.
في أبريل من عام 1941، تم تعيين لوفيت كمساعد لوزير الحرب الجوي، وهو المنصب الذي ظل شاغراً منذ تنصيب روزفلت عام 1933. خدم لافيت بامتياز، حيث أشرف على التوسع الهائل للقوات الجوية للجيش وشراء أعداد كبيرة من الطائرات خلال الحرب العالمية الثانية. عندما منح الرئيس هاري ترومان جائزة لوفيت للخدمة المتميزة في سبتمبرمن عام 1945، «لقد كان حقًا عيون وآذان وأيدي وزير الحرب فيما يتعلق بنمو تلك القوة الجوية الأمريكية الهائلة التي أدهشت العالم ولعبت مثل هذا جزء كبير في الوصول بالحرب إلى خاتمة سريعة وناجحة.»
رفض الرئيس ترومان قبول استقالة لوفيت ومكلوي عندما استقالا مع بوندي في سبتمبر من عام 1945. في 22 أكتوبر 1945، أنشأ وزير الحرب روبرت باترسون لجنة لوفيت، برئاسة روبرت لوفي، لتقديم المشورة للحكومة بشأن منظمة ما بعد الحرب العالمية الثانية لأنشطة المخابرات الأمريكية، والتي أدت إلى إنشاء وكالة المخابرات المركزية.
في ديسمبر من عام 1945، عادت لوفيت إلى براون براذرز هاريمان، لتتم إعادتها إلى واشنطن بعد أكثر من عام بقليل للعمل مع الجنرال جورج مارشال وكيل وزارة الخارجية. من خلال الحوار مع السناتور آرثر فاندينبرغ، ساعد في صياغة قرار فاندينبرغ، الذي أدى إلى إنشاء الناتو.
في يناير من عام 1949، عاد لوفيت إلى عمله الاستثماري. ومع ذلك، أصر مارشال على انضمام لوفيت إليه مرة أخرى عندما تولى منصب البنتاجون وزيراً للدفاع في سبتمبر 1950. وبصفته نائب وزير الدفاع، لعب لوفيت دورًا مهمًا في إدارة الوزارة.
عندما أصبح لوفيت وزيراً للدفاع، لم تكن نهاية الحرب الكورية في الأفق. وظل اهتمامه الرئيسي هو برنامج إعادة التسلح بعيد المدى. مثل مارشال، اعتقد لوفيت أن الولايات المتحدة أخطأت بشكل خطير في نهاية الحرب العالمية الثانية بتفكيك الجيش. وقد انضم أيضًا إلى مارشال في معارضة الاعتراف بدولة إسرائيل الجديدة في عام 1948 لأنه اعتقد أنها تتعارض مع المصالح الاستراتيجية الأمريكية طويلة الأجل في المنطقة.
عندما قامت الحرب الكورية، صمم برنامج إعادة التسلح الذي يهدف إلى تلبية متطلبات الحرب والعمل كقاعدة ردع وحشد في حالات الطوارئ العسكرية في المستقبل. على حد تعبير لوفيت، «لم يكن في هذا البلد حتى الآن سوى وضعين للضبط الخانق، أحدهما مفتوح على مصراعيه للحرب، والآخر، مغلق بإحكام من أجل السلام. ما نحاول فعله فعلاً هو إيجاد سرعة للتحرك.»
جادل لوفيت عن موازنات نقدية كبيرة لمواصلة الحرب الكورية وتحسين القوة الدفاعية الأمريكية، وطلب مبالغ كبيرة من المال والدفاع بقوة عن تخفيضات إضافية في الكونغرس، مؤكداً على الحاجة إلى توسيع قوات الجيش والبحرية ومشاة البحرية. وقد جادل في اتجاه العمل نحو هدف يتمثل في 143 جناحًا للقوات الجوية (مقارنة بـ 95 جناحًا مصرحًا بذلك) وجيشًا أكبر. لم يحصل لوفيت على كل ما يريد. وصل المبلغ الفعلي الذي تلقته إدارته لعام 1953 إلى حوالي 44.2 مليار دولار، أي أقل بنحو 13 مليار دولار عن العام السابق. وكان قد طلب في البداية 71 مليار دولار، ثم خفض طلباته إلى 49 مليار دولار.
جهود لوفيت لتحقيق أهداف التسليح والتأهب عانت في عام 1952 من نزاع كبير بين الحكومة الفيدرالية وصناعة الصلب. حاول ترومان تجنب الإضراب المهدّد، والذي نتج بشكل أساسي عن نزاع على الأجور، عن طريق الاستيلاء على مصانع الصلب في أبريل 1952. وحدث الإضراب بعد أن رأت المحكمة العليا أن أمر الاستيلاء على ترومان كان غير دستوري. أيد لوفيت عمل الرئيس باعتباره ضروريًا للحفاظ على الإنتاج الدفاعي، وأعرب عن قلقه الشديد بشأن آثار الضربة على القدرات العسكرية للبلاد. ومع ذلك، أشار إلى أن «الأشهر الستة الأخيرة من عام 1952 شهدت الزيادات الأكثر أهمية في الفعالية العسكرية للولايات المتحدة منذ بداية التعبئة الجزئية.»
بحلول نهاية إدارة ترومان، واجهت وزارة الدفاع بنجاح تحديات تعبئة الحرب الكورية وشرعت في جهود تأهب طويلة الأمد.
إلى جانب قضية التأهب، ورث لوفيت عددًا من الأمور الأخرى التي لم يتم حلها في أوائل الخمسينيات، بما في ذلك الدور العسكري المناسب للأسلحة النووية. مواقف لوفيت بشأن مسألة الأسلحة النووية والقضايا العسكرية الرئيسية الأخرى تتبع بشكل عام قضايا سابقيه. لقد دعم بقوة التدريب العسكري العالمي، معتبرا أنه النهج الوحيد القابل للتطبيق على المدى الطويل لبناء قوة احتياطية، وبالتالي جعل إنشاء مؤسسة عسكرية منتظمة أصغر أمراً ممكناً. كان مؤيدًا قويًا لحلف الناتو، فقد لعب دورًا مهمًا عندما تبنى مجلس الناتو في فبراير 1952 أهداف القوة التي بلغ مجموعها 50 فرقة و 4000 طائرة سيتم تحقيقها في نهاية عام 1952.
على الرغم من الإدارة السلسة نسبيًا، شعر لوفيت بعدم الرضا المتزايد عن منظمة الدفاع الحالية. على الرغم من إدراكه أن التوحيد الحقيقي لا يمكن أن ينجم إلا عن عملية تطورية، وليس عن مرسوم تشريعي، مع اقتراب نهاية فترة ولايته، إلا أنه لاحظ الحاجة إلى إجراء تغييرات في قانون الأمن القومي إلى ما بعد تلك التي أُجريت في عام 1949. معلقًأ على التوحيد في مؤتمر للصحافة قبل أسبوع من مغادرته منصبه، لاحظ لوفيت أنه يتعين إعادة تنظيم وزارة الدفاع بشكل كبير إذا تورطت الولايات المتحدة في صراع كبير. قدم توصياته في رسالة طويلة إلى الرئيس ترومان في 18 نوفمبر 1952، يقترح فيها توضيحًا لعلاقة وزير الدفاع بالرئيس، هيئة الأركان المشتركة، والإدارات العسكرية؛ إعادة تعريف وظائف هيئة الأركان المشتركة؛ إعادة تنظيم الإدارات العسكرية؛ وإعادة تنظيم وإعادة تحديد وظائف مجلس الذخائر ومجلس البحث والتطوير.
كان لوفيت يعني توصياته للنظر العملي من قبل خليفته، وقد لعبوا بالفعل دورًا مهمًا في صياغة خطة لإعادة التنظيم خلال الأشهر الأولى من إدارة أيزنهاور. نظرًا لقلقه بشأن الحاجة إلى تغيير منظم بعد الانتخابات في وزارة الدفاع، التقى لوفيت عدة مرات خلال الفترة الانتقالية مع الوزير الجديد، تشارلز ويلسون، وتأكد من أنه تم إطلاعه بشكل كامل على القضايا الحالية.
تتوفر مذكرات لوفيت أثناء توليه منصب وكيل وزارة الخارجية (1947-1949) في مجموعة براون يرذرز هاريمان، الموجودة في مجموعة المخطوطات في جمعية نيويورك التاريخية.

## الحياة اللاحقة والموت
بعد أن غادر روبرت لوفيت منصبه في 20 يناير 1953، عاد مرة أخرى إلى براون براذرز هاريمان، حيث ظل نشطًا كشريك عام لسنوات عديدة. تم الاعتراف بلوفيت كواحد من الإداريين الأكثر قدرة على شغل منصب وزير الدفاع وكناقد إدراكي لمنظمة الدفاع. كان عمله في إكمال تعبئة الحرب الكورية وفي تخطيط وتنفيذ برنامج إعادة التسلح بعيد المدى، وكذلك مقترحاته لإعادة هيكلة وزارة الدفاع، من بين إسهاماته الرئيسية.
لكن عمله لصالح الحكومة الأمريكية لم يكتمل بعد. بحلول يناير 1956، أقنع الرئيس الأمريكي دوايت آيزنهاور لوفيت بتولي وظيفة بدوام جزئي مع مجلس الرئيس الاستشاري الجديد المعني بأنشطة الاستخبارات الخارجية والذي أصبح، بعد سنوات، يعرف باسم المجلس الاستشاري للرئيس للاستخبارات.
بعد الانتخابات الرئاسية عام 1960، نصح جوزيف كينيدي - الذي كان قد عمل مع لوفيت في مجلس الاستشاريين التابع للرئيس - لابنه جون كينيدي بتقديم روبرت أي لوفيت إلى أي منصب في الحكومة الأمريكية قد يرغب فيه. انخفضت حالة لوفيت الصحية. في عام 1963، حصل على وسام الحرية الرئاسي، بتميز. في عام 1964، حصل على جائزة سيلفانوس ثاير المرموقة من قبل الأكاديمية العسكرية للولايات المتحدة لخدمته في البلاد.
دومهوف - الذي وصف لوفيت وهارفي بوندي وجون ماكلوي بأن لديهم علاقة عمل وثيقة؛ ونسب إلى جون كينيدي قبول نصيحة لوفيت بتعيين دين روسك وزيراً للخارجية، وروبرت ماكنمارا وزيراً للدفاع، ودوجلاس ديلون كوزير للخزانة في عام 1961.
توفي لوفيت في لوكوست فالي، نيويورك، في 7 مايو 1986، عن عمر يناهز 90 عامًا. وسبق موته زوجته، أديل، في 4 يناير 1986. فقد عاشت حياة كلاهما، إيفلين سبرينغر لوفيت براون (1920-1967) وروبرت سكوت لوفيت، الثاني (1927-1984). ودفنوا في مقبرة لوكوست فالي هناك.
قسم التاريخ في جامعة ييل، مدرَسَتَه الأم، فيها كرسي روبرت أ لفيت للتاريخ العسكري والبحري على شرفه. الذي يشغل منصبها حاليًأ هو جون لويس جاديس، المؤرخ البارز في الحرب الباردة.

## روابط خارجية
- روبرت أ. لوفيت على موقع مونزينجر (الألمانية)
- روبرت أ. لوفيت على موقع إن إن دي بي (الإنجليزية)